# Юнг, Михаэль
Михаэ́ль Юнг (нем. Michael Jung, род. 31 июля 1982, Бад-Зоден, Гессен) — немецкий спортсмен-конник, выступающий в троеборье, 4-кратный олимпийский чемпион, трёхкратный чемпион мира, многократный чемпион Европы. Единственный в истории спортсмен, трижды побеждавший в личном троеборье на Олимпийских играх. Один из двух спортсменов в истории (наряду с Пиппой Фаннелл), выигравший «Большой шлем конного троеборья».

## Биография
Сын спортсмена-конника Йоахима Юнга. Начал заниматься конным спортом в 6 лет. 

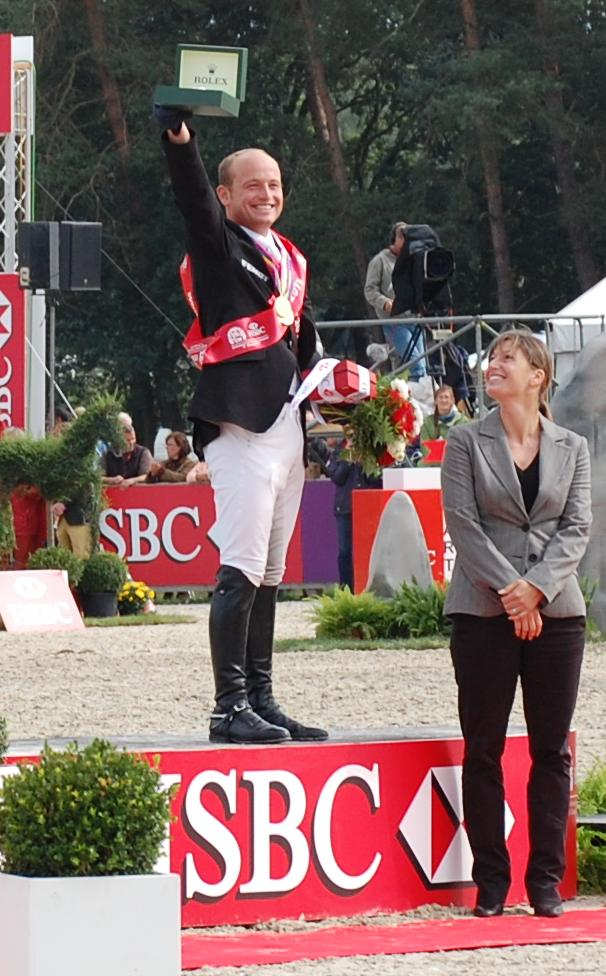
Юнг после победы на чемпионате Европы 2011 года

В 2010 году выиграл золото в личном троеборье на чемпионате мира в Кентукки, а через год стал чемпионом Европы в Нижней Саксонии как в личном, так и командном троеборье. В 2012 году дебютировал на Олимпийских играх в Лондоне. 31 июля, в день своего 30-летия, выиграл золото в личном троеборье, а также в командном в составе сборной Германии. Перед вторым конкуром Юнг шёл вторым, уступая 1,30 балла шведке Саре Альготссон Остхольт. Но во втором конкуре Юнг прошёл без штрафа, а шведка сбила последний барьер и получила 4 балла, что означало победу Михаэля. Юнг стал первым спортсменом в истории конного троеборья, кто одновременно являлся чемпионом мира, Европы и Олимпийских игр в личном первенстве. Все три титула Юнг выиграл в седле Sam.
В 2013 и 2015 годах Юнг вновь выиграл чемпионаты Европы в личном и командном троеборье. В 2014 году он стал чемпионом мира в командном троеборье, в личном же занял второе место после своего партнёра по сборной Германии Сандры Ауффарт. 
На Олимпийских играх 2016 года в Рио-де-Жанейро Юнг в седле Sam FBW с блеском выиграл золото в личном троеборье, став третьим конником в истории, кому удалось дважды победить в личном троеборье на Олимпийских играх после Шарля Паю де Мортанжа (1928 и 1932) и Марка Тодда (1984 и 1988). В командном первенстве сборная Германии достаточно неожиданно уступила команде Франции и заняла второе место.
В том же 2016 году Юнгу удалось «собрать» «Большой шлем конного троеборья», победив последовательно в Kentucky Three-Day Event (штат Кентукки, США) на Sam FBW, Badminton Horse Trials (Глостершир, Англия) на FischerRocana FST и Burghley Horse Trials (Линкольншир, Англия) на Sam FBW. До Юнга Большой шлем, розыгрыш которого начался в 1999 году, выигрывала только британка Пиппа Фаннелл в 2003 году.
В 2017 году Юнг стал серебряным призёром чемпионата Европы в личном троеборье, а через два года выиграл золото в команде и серебро в личном первенстве.
На Олимпийских играх в Токио, проходивших в 2021 году, Юнг в седле Chipmunk лидировал после выездки, но получил сразу 11 штрафных баллов в кроссе и откатился на восьмое место, отставание было нереально отыграть в конкуре, и Юнг занял итоговое 8-е место. Золото досталось немке Юлии Краевски. В командном первенстве сборная Германии шла второй после выездки, но неудачное выступление Юнга и особенно Сандры Ауффарт отбросило их на шестое место после кросса. В конкуре все три немецких участника прошли без штрафа, но это позволило подняться им лишь на 4-е итоговое место.
В 2022 году сборная Германии реабилитировалась за неудачу в Токио и выиграла золото чемпионата мира в Италии в командном троеборье.
На Олимпийских играх 2024 года в Париже в личном троеборье Юнг на Chipmunk шёл вторым после выездки, немного уступив только британке Лоре Коллетт. Кросс Юнг прошёл без штрафа и вышел в лидеры, немного опережая ту же Коллетт, получившую 0,8 балла штрафа. В первом конкуре Юнг получил 4 штрафных балла, но удержал своё лидерство. Во втором конкуре Юнг прошёл без штрафа и выиграл золото, опередив австралийца Криса Бёртона и Лору Коллетт. Юнг стал первым в истории всадником, трижды выигравшим личное троеборье на Олимпийских играх. Также Юнг стал девятым спортсменом в истории конного спорта, выигравшим за карьеру не менее 4 золотых олимпийских наград. В командном троеборье немцы шли вторыми после выездки, но в кроссе Кристоф Валер упал с лошади, получив 200 штрафных баллов, что лишило сборную Германии шансов на награды. В конкуре все три немецких участника выступили уверенно, но всё равно команда осталась лишь на 14-м месте.

### Результаты на Олимпийских играх
| Дисциплина          | 2012 | 2016 | 2020 | 2024 |
| ------------------- | ---- | ---- | ---- | ---- |
| Личное троеборье    | 1    | 1    | 8    | 1    |
| Командное троеборье | 1    | 2    | 4    | 14   |